# مارسيلو ألفيس (لاعب كرة قدم)
مارسيلو ألفيس هو لاعب كرة قدم برازيلي، ولد في 7 فبراير 1998 في ريو دي جانيرو في البرازيل.

## وصلات خارجية
- مارسيلو ألفيس (لاعب كرة قدم) على موقع قاعدة بيانات كرة القدم.إي يو (الإنجليزية)
- مارسيلو ألفيس (لاعب كرة قدم) على موقع Soccerway.com (الإنجليزية)